# Aegialitis
Aegialitis es un género de pequeñas plantas perteneciente a la familia  Plumbaginaceae. Comprende 3 especies descritas y de estas, solo 2 aceptadas. Es el único género de la tribu Aegialitideae.
USDA, ARS, National Genetic Resources Program.

## Taxonomía
El género fue descrito por Robert Brown y publicado en Prodromus Florae Novae Hollandiae 426. 1810.    La especie tipo es:  Aegialitis annulata R.Br.		

## Especies aceptadas
A continuación se brinda un listado de las especies del género Aegialitis  aceptadas hasta mayo de 2014, ordenadas alfabéticamente. Para cada una se indica el nombre binomial seguido del autor, abreviado según las convenciones y usos: 
- Aegialitis annulata R.Br.
- Aegialitis rotundifolia Roxb.